# Tony Woodcock (futbolista)
Anthony Stewart Woodcock (6 de diciembre de 1955), conocido como Tony Woodcock, es un exfutbolista internacional inglés que jugó profesionalmente en Inglaterra y Alemania como delantero para el Nottingham Forest F. C., F. C. Colonia y Arsenal F. C..
Ganó la Copa de Europa, ahora conocida como la Liga de Campeones de la UEFA, en 1979 con el Nottingham Forest F. C.

## Palmarés

### Torneos locales
| Título              | Club              | País       | Año     |
| ------------------- | ----------------- | ---------- | ------- |
| Football League Cup | Nottingham Forest | Inglaterra | 1978    |
| Football League     | Nottingham Forest | Inglaterra | 1977-78 |
| Community Shield    | Nottingham Forest | Inglaterra | 1978    |
| Football League Cup | Nottingham Forest | Inglaterra | 1979    |

### Torneos internacionales
| Título         | Club              | Sede   | Año     |
| -------------- | ----------------- | ------ | ------- |
| Copa de Europa | Nottingham Forest | Múnich | 1978-79 |

### Individual
- Jugador del año del Nottingham Forest: 1977
- Jugador joven del año de la PFA: 1977-78
- Jugador del año del Arsenal: 1983[2]
- Goleador del Arsenal: 1982-83, 1983-84, 1984-85